# Bisdom Cornélio Procópio
Het bisdom Cornélio Procópio (Latijn: Dioecesis Procopiensis) is een rooms-katholiek bisdom met als zetel Cornélio Procópio, in Brazilië. Het bisdom is suffragaan aan het aartsbisdom Londrina.

## Geschiedenis
Het bisdom werd opgericht op 26 mei 1973, uit delen van het bisdom Jacarezinho. 

## Parochies
Het bisdom had in 2021 een oppervlakte van 6.586 km2 en telde 193.370 inwoners waarvan 72,4% rooms-katholiek was.

## Bisschoppen
- José Joaquim Gonçalves (14 juni 1973 - 28 maart 1979)
- Domingos Gabriel Wisniewski (19 april 1979 - 17 mei 1983)
- Getúlio Teixeira Guimarães (26 maart 1984 - 26 maart 2014)
- Manoel João Francisco (26 maart 2014 - 22 juni 2022)
- Marcos José dos Santos (22 juni 2022 - heden)

Londrina (aartsbisdom) · Apucarana · Cornélio Procópio · Jacarezinho